# 长阳崩尖子国家级自然保护区

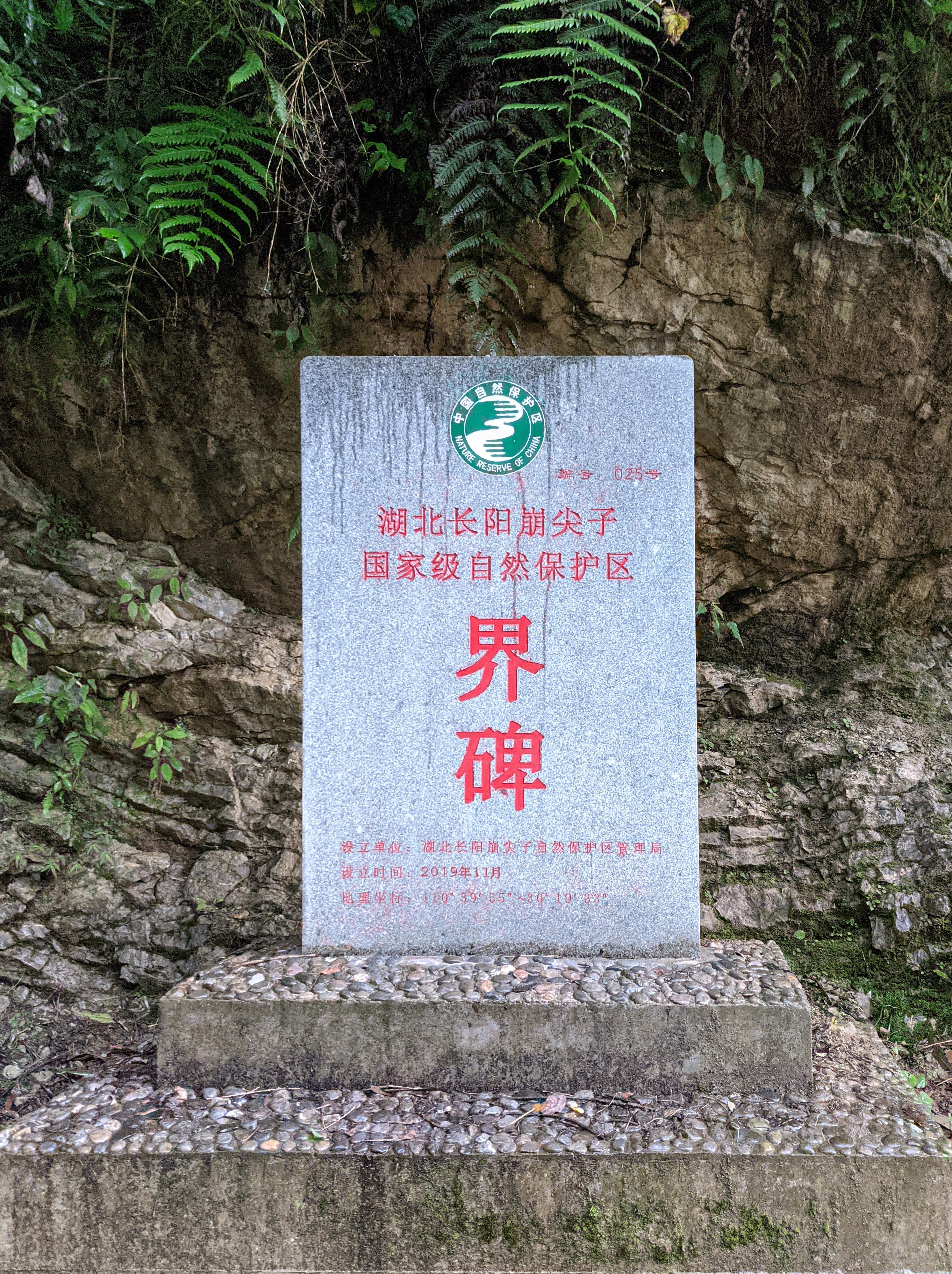
长阳崩尖子国家级自然保护区界碑

长阳崩尖子国家级自然保护区位于湖北省长阳土家族自治县中南部，属武陵山脉，紧邻清江。保护区范围为30°16'04″-30°23'58″N，110°39'20″-110°48'02″E，总面积13313公顷，核心区4602公顷，缓冲区3883公顷，实验区4828公顷，其行政区域涉及都镇湾镇和资丘镇的若干村以及国有银峰林场。该自然保护区于1988年成立，初为县级保护区；2001年成立市级自然保护区；2010年6月，建立省级自然保护区；2017年7月12日，国务院办公厅批准建立国家级自然保护区。

## 自然环境
长阳崩尖子国家级自然保护区地处鄂西南武陵山脉，地形复杂陡峭，生境多样，海拔超过1000米的山峰有34座，最高海拔2259米，最低海拔200米，相对高差达2059米，是武陵山脉唯一一个海拔跨度超过2000米的自然保护区。区内有清江、响石溪、中溪河、曲溪等众多河流。该地区为亚热带季风性湿润气候，光照及雨水充足，年降雨量为1300至1460毫米，年平均气温13至16℃。

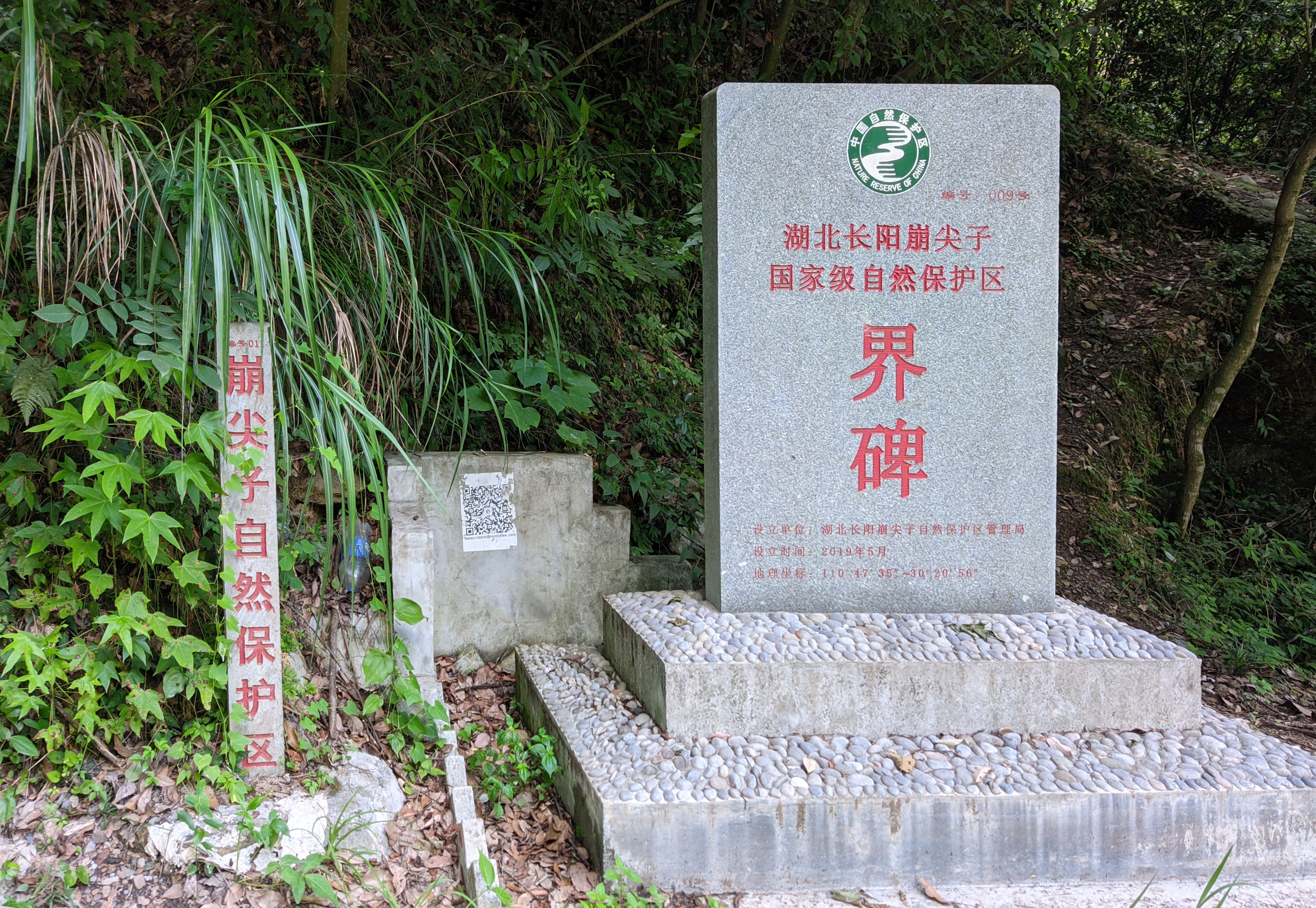
保护区新旧界碑对比（左侧为升级国家级自然保护区前的界碑）
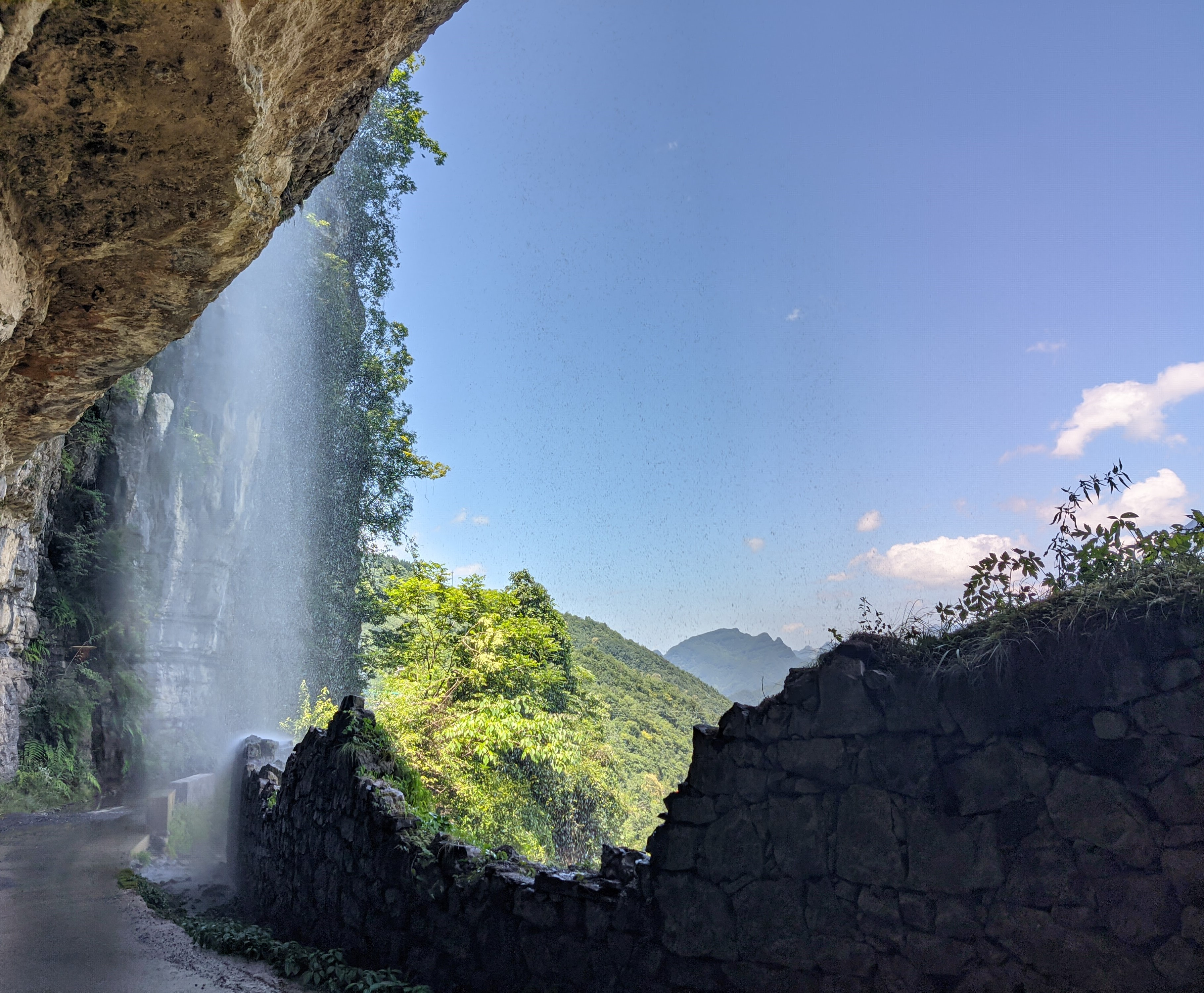
保护区内的瀑布
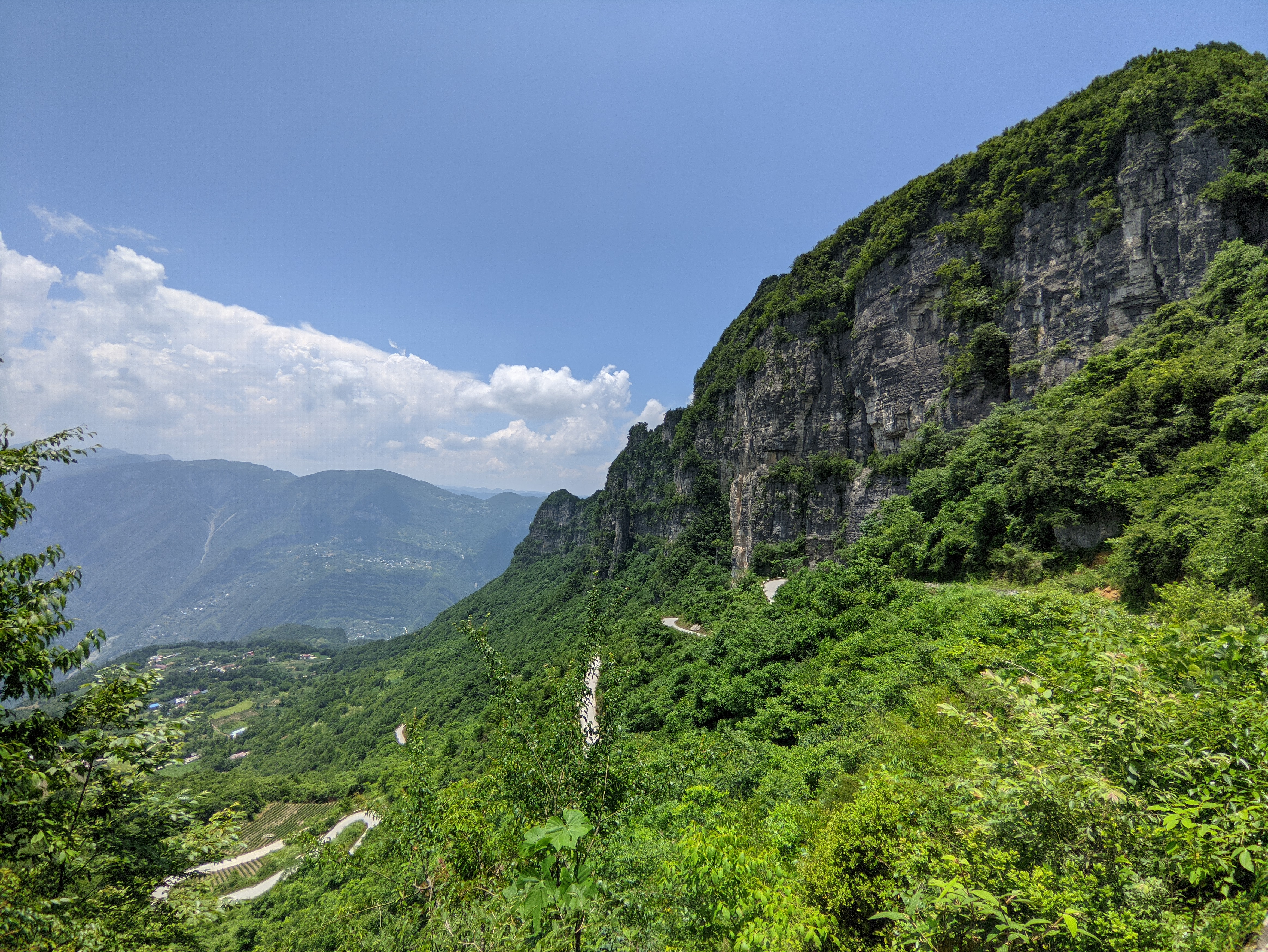
保护区内的山峰
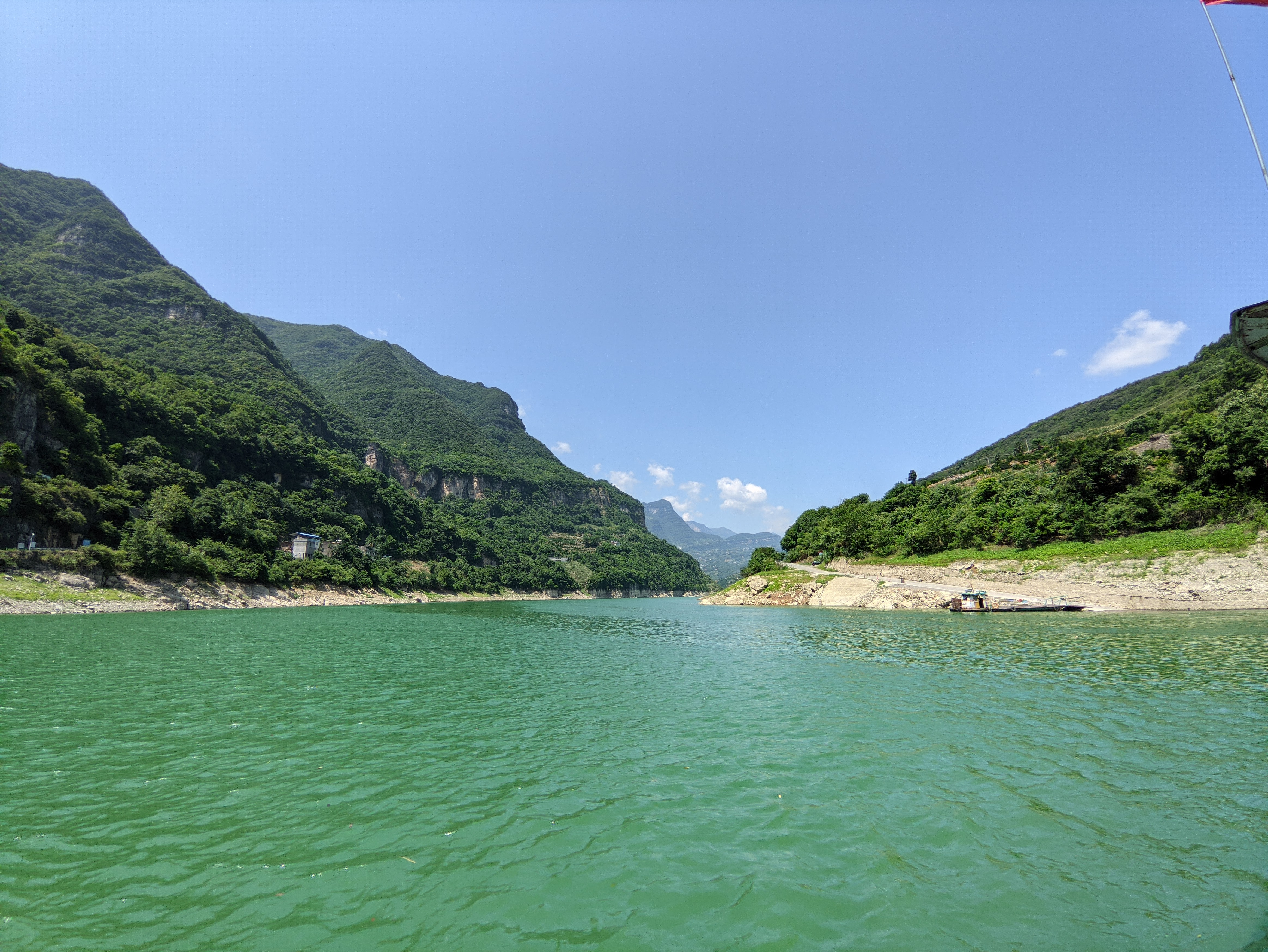
保护区紧邻的清江

## 生态

### 植物
保护区的植被自山麓至山顶分别为常绿阔叶林、常绿落叶阔叶混交林、落叶阔叶林和高山灌丛草甸共4个植被带，区内有维管植物1955种，21种为国家重点保护野生植物，其中一级5种，包括银杏、红豆杉、南方红豆杉、珙桐、光叶珙桐，二级16种，包括篦子三尖杉、连香树、鹅掌楸、樟树、闽楠、桢楠、野大豆、喜树、金荞麦、黄皮树、水青树、香果树、巴山榧树、厚朴、红椿、榉树。

### 动物
保护区内有野生动物2063种，54种为国家重点保护野生动物，其中一级5种，包括林麝、豹、中国小鲵（且是中国小鲵的模式产地）等，二级49种，包括红腹锦鸡、红隼、黑鸢、大鲵、平胸龟、黄缘闭壳龟、巫山巴鲵、无斑瘰螈等。

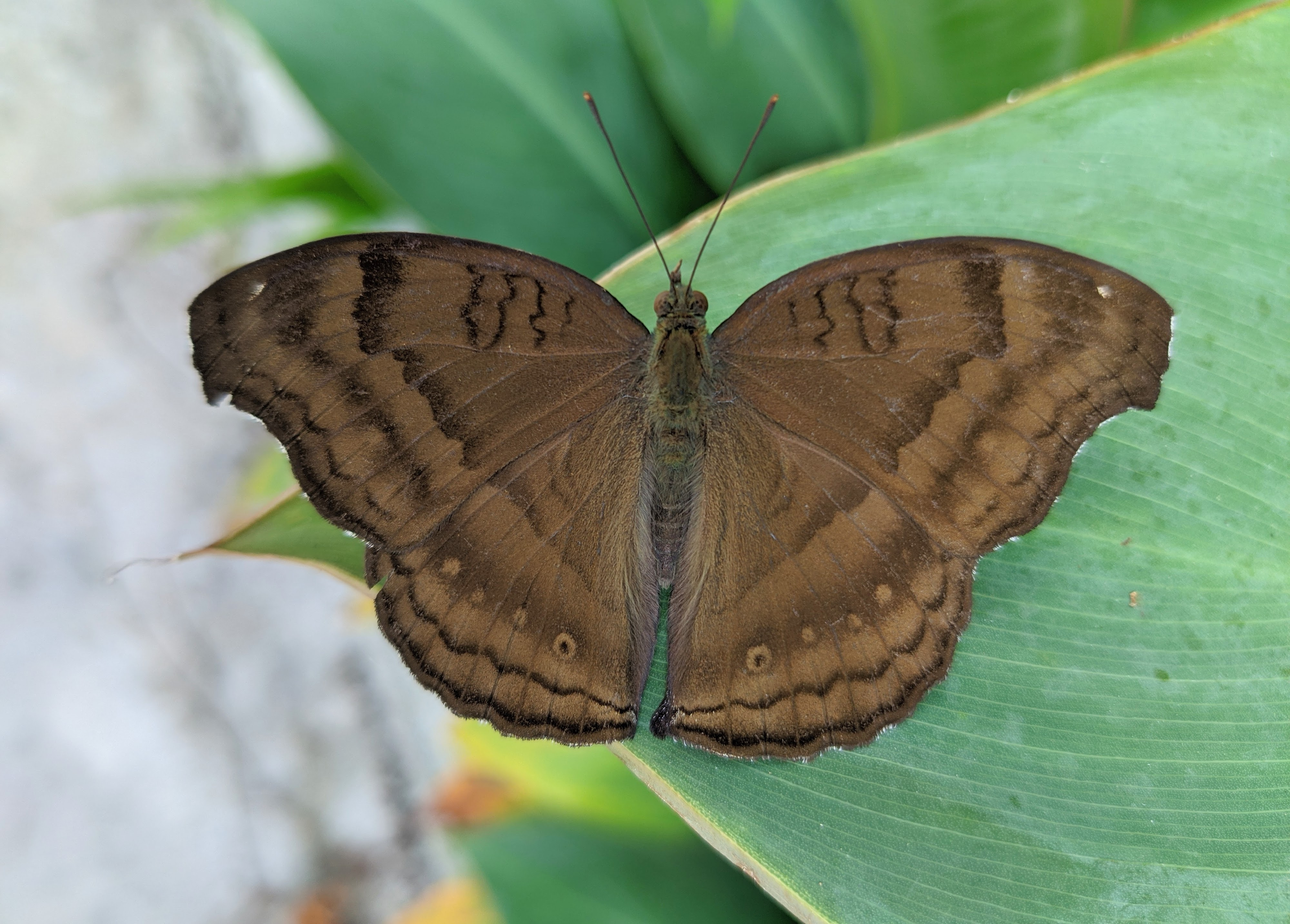
钩翅眼蛱蝶
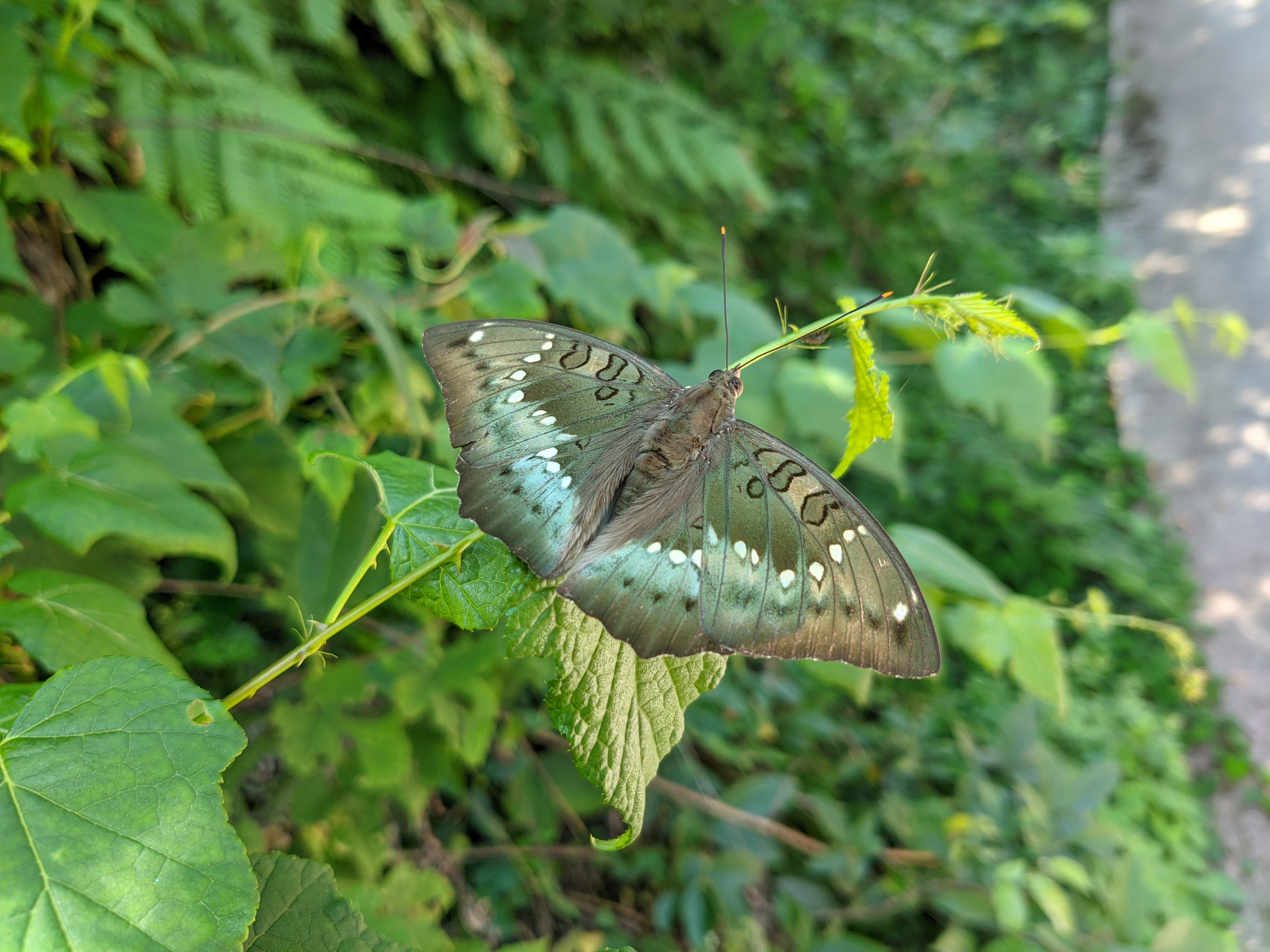
嘉翠蛱蝶
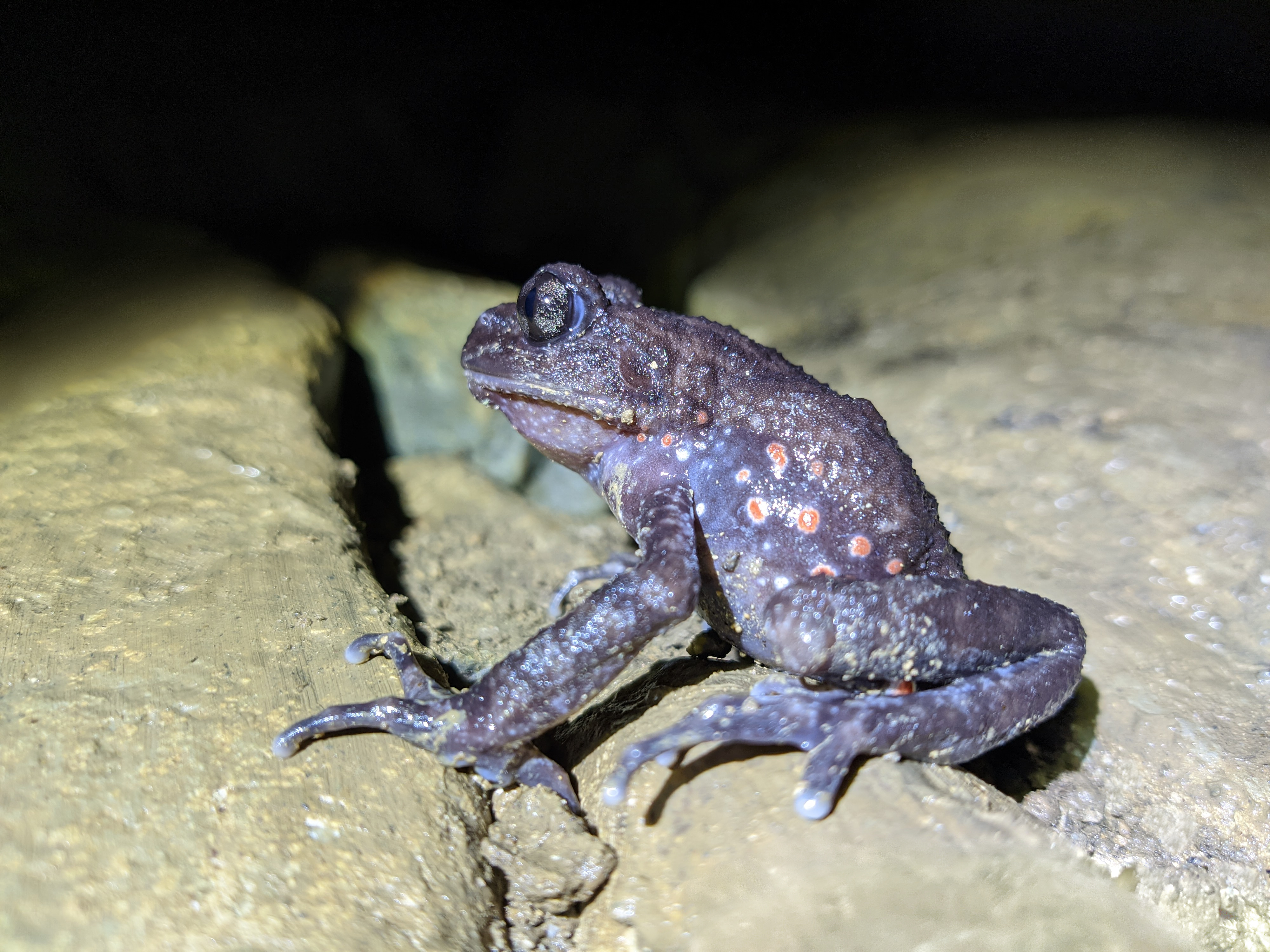
红点齿蟾

### 威胁
保护区内存在捕杀野生动物的现象；森林砍伐、农地抛荒后，常演替为草丛或次生植被，导致生境破碎化。